# Mohammad Reza Pahleví
Mohammad Reza Pahlaví (en persa: محمدرضا شاه پهلوی‎; Teherán, 26 de octubre de 1919-El Cairo, 27 de julio de 1980) fue el último sah de Persia, que reinó desde 1941 hasta el derrocamiento en 1979. Sucedió a su padre Reza Shah y gobernó el Estado Imperial de Irán hasta que fue derrocado por la Revolución iraní, que abolió la monarquía iraní para establecer la actual República Islámica de Irán. En 1967, tomó el título de Shahanshah (literalmente 'Rey de Reyes'), y también ocupó varios otros, incluyendo Aryamehr (lit. 'Luz de los arios') y Bozorg Arteshtaran (lit. 'Gran Comandante del Ejército'). Fue el segundo y último monarca gobernante de la dinastía Pahlaví. Su visión de la "Gran Civilización" (تمدن بزرگ) lo llevó a liderar la rápida modernización industrial y militar, así como las reformas económicas y sociales en Irán.
Durante la Segunda Guerra Mundial, la invasión anglo-soviética de Irán forzó la abdicación de Reza Shah y la sucesión de Mohammad Reza Shah. Durante su reinado, la industria petrolera de propiedad británica fue nacionalizada por el primer ministro Mohammad Mosaddegh, quien contaba con el apoyo del parlamento nacional de Irán para hacerlo; sin embargo, Mosaddegh fue derrocado en el golpe de Estado iraní de 1953, que fue llevado a cabo por el ejército iraní bajo la égida del Reino Unido y los Estados Unidos. Posteriormente, el gobierno iraní centralizó el poder bajo el Shah y trajo a las compañías petroleras extranjeras de vuelta a la industria del país a través del Acuerdo de Consorcio de 1954.
En la década de 1970, el Shah era visto como un maestro estadista y utilizó su creciente poder para aprobar el Acuerdo de Compraventa de 1973. Las reformas culminaron en décadas de crecimiento económico sostenido que convertirían a Irán en una de las economías de más rápido crecimiento tanto en el mundo desarrollado como en el mundo en desarrollo. Durante sus 37 años de gobierno, Irán gastó miles de millones de dólares en industria, educación, salud y gasto militar. El ingreso nacional iraní aumentó 423 veces, y el país experimentó un aumento sin precedentes en el ingreso per cápita, que alcanzó el nivel más alto de cualquier momento en la historia de Irán, y altos niveles de urbanización. En 1977, el enfoque del Shah en el gasto de defensa para poner fin a la intervención de las potencias extranjeras en el país había culminado con la posición del ejército iraní como la quinta fuerza armada más fuerte del mundo.
A medida que crecía la agitación política en todo Irán a finales de la década de 1970, la posición del Sha se hizo insostenible por el incendio del Cinema Rex y la masacre de la plaza Jaleh. En la Conferencia de Guadalupe de 1979, sus aliados occidentales declararon que no había forma viable de salvar a la monarquía iraní de ser derrocada. El Shah finalmente abandonó Irán para exiliarse en enero de 1979. Aunque había dicho a algunos contemporáneos occidentales que preferiría abandonar el país antes que disparar contra su propio pueblo, las estimaciones del número total de muertes durante la Revolución Islámica oscilan entre 540 y 2.000 (cifras de estudios independientes) y 60.000 (cifras del gobierno islámico).  Después de abolir formalmente la monarquía iraní, el clérigo islamista chiita, el ayatolá Ruhollah Jomeiní, asumió el liderazgo como líder supremo de Irán. Mohammad Reza Shah murió en el exilio en Egipto, donde el presidente egipcio Anwar el-Sadat le había concedido asilo político, y su hijo Reza Pahlaví se declaró nuevo Shah de Irán en el exilio.

## Nacimiento y formación

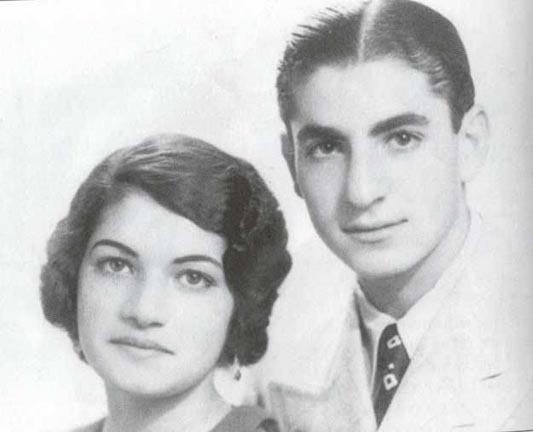
Mohammad Reza Pahlaví con su hermana melliza, Ashraf Pahlaví.

Mohammad Reza Pahlaví nació el 26 de octubre de 1919 en el barrio teheraní de la puerta de Qazvín, en una casa que fue alquilada por su padre, un oficial de ejército de la brigada cosaca del sah Ahmad Shah Qajar, y que también, era el comandante del regimiento de la ciudad de Hamadán, conocido tras su coronación imperial como sah, bajo el nombre de Reza Shah, y por la esposa de este, Nimtaŷ Ayromlú, después conocida como Tayolmoluk Ayromlú.
Tres meses después del golpe de Estado del 21 de febrero de 1921, que llevó al poder a su padre, la familia Imperial se mudó a una casa más grande, en donde vivieron el padre, Reza Shah, y la madre, su hermana mayor, Shams Pahlaví, su hermana gemela, Ashraf Pahlaví, su hermano menor, Alí Reza, y el propio Mohammad Reza Pahlaví, entonces de apenas dos años de edad. Fue en esa casa en donde el príncipe comenzó a aprender de su preceptora Madame Arfa' la lengua francesa y una serie de aspectos generales sobre la cultura occidental, la Revolución francesa, los pensadores occidentales y la historia de Occidente.
Fue coronado como Reza Shah teniendo Mohammad Reza apenas siete años de edad. Para la ceremonia de coronación, que fue celebrada en el palacio de Golestán, fabricaron una corona especial para uso exclusivo del pequeño príncipe. También se le reservó uno de los edificios del mismo palacio imperial, para poder adiestrarlo allí en todos los protocolos y tradiciones reales. Además, fue instruido en la escuela Madrese-ye Nezam junto a veinte compañeros selectos, intentando el monarca que se tratase a su hijo, y futuro heredero al trono persa, como al resto, aunque sin éxito.
Completó su formación académica en el palacio imperial, asistiendo al Instituto Le Rosey, una prestigiosa y reconocida escuela de la Confederación Suiza, en el cantón de Vaud, hasta 1935. En su vuelta a Persia, realizó la carrera militar en la academia militar de Teherán, que completó en 1938.

## Reinado

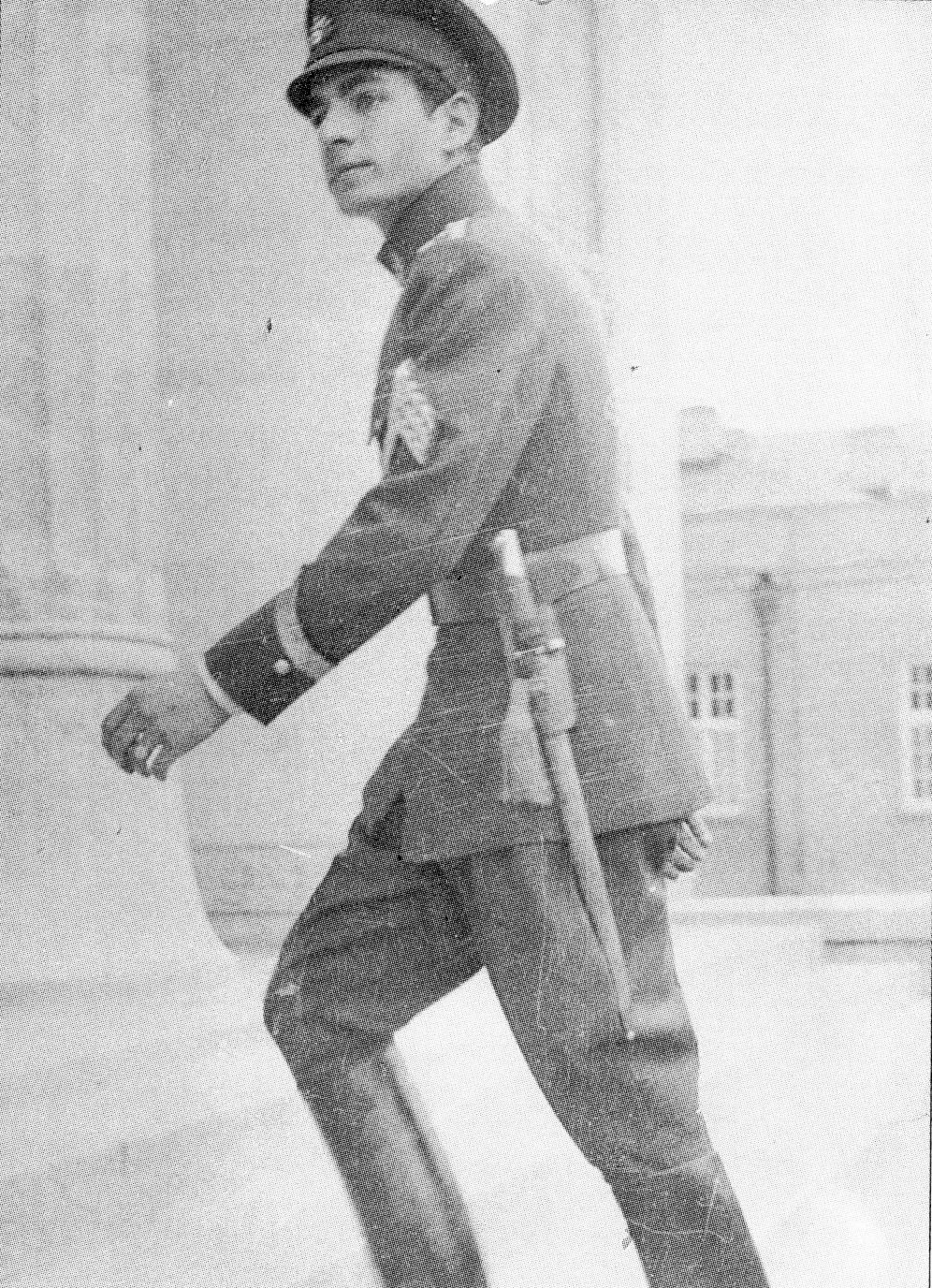
Mohammad Reza entrando en Madrasa Nezam, una escuela militar en Teherán, 1938

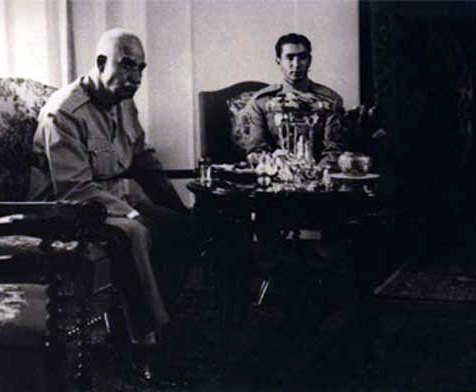
El príncipe heredero Mohammad Reza con su padre, Reza Shah, septiembre de 1941

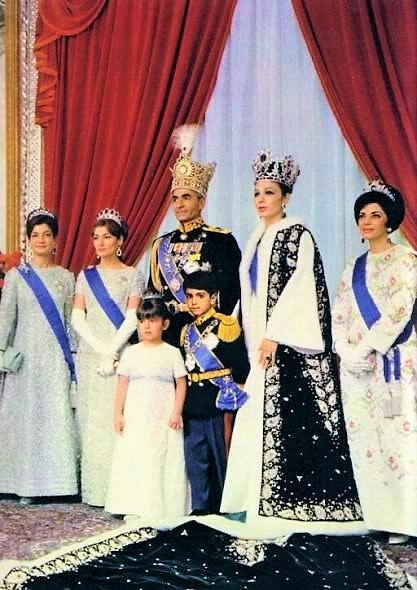
Fotografía oficial de la coronación de Mohammad Reza I de Irán

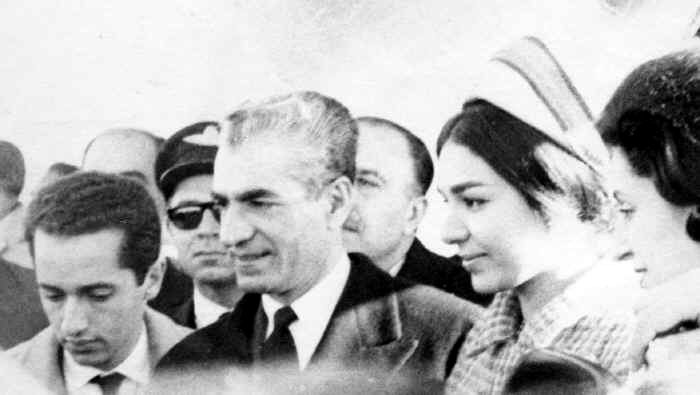
Mohammad Reza Pahlaví junto a la reina Farah Diba durante su visita a la ciudad de Comodoro Rivadavia, en la provincia de Chubut, Patagonia, Argentina, 1965.

Mohammad Reza Pahlaví sucedió a su padre, Reza Shah, un simpatizante de la Alemania nazi durante la Segunda Guerra Mundial, que fue obligado a abdicar en favor de su hijo, en agosto de 1941, por el Reino Unido y la Unión Soviética. Durante el resto de la guerra, Persia permaneció ocupada por los británicos y soviéticos, y el nuevo sah colaboró activamente con los aliados.
Unió a todos los partidos políticos en uno solo, cuyo nombre era el Partido del rey, y emprendió una política de modernización. Hizo un plan de expropiación de todos los latifundios, pero también realizó una serie de reformas económicas, sociales y políticas denominadas "Revolución Blanca". Originalmente, estaban destinadas a transformar a Persia en una gran potencia global, cuyo objetivo era modernizar a la nación mediante la nacionalización de las industrias clave y la redistribución de todas las tierras, pero estas reformas no alcanzaron más que a una pequeña parte de la población persa, y por consiguiente, produjeron el gran descontento y enojo en el sector más religioso del país. Al mismo tiempo, su política económica favoreció el desmesurado enriquecimiento de toda la clase política que estaba ligada al poder imperial y el empobrecimiento de amplias capas de la población.
En 1967, se coronó como Shahanshah en una fastuosa ceremonia de coronación, a la que asistieron personalidades de todo el mundo. Las reformas llevadas a cabo por el régimen absolutista monárquico habían causado grandes diferencias de clases en la sociedad: mientras que el 42 % de la gente de la ciudad de Teherán no tenía una casa y vivía en las barriadas, los sectores más acomodados y cercanos al régimen monárquico, vivían en el palacio.
Otra causa del aumento de las tensiones políticas entre la gente y el régimen absolutista monárquico del sah fue el beneficio obtenido del petróleo que, pese a incrementarse por el alza internacional del precio del combustible fósil en la década de 1970, no se utilizó para cumplir las promesas del sah en cuanto a las mejoras sociales. Durante este periodo de tiempo, Persia poseyó los peores indicadores entre todos los países de Oriente Medio en relación con la educación y a la mortalidad infantil.
Gracias a las elecciones en 1951, Mohammad Mosaddeq llegó a ser su primer ministro, siendo una de sus primeras medidas políticas la nacionalización del petróleo ese mismo año, que había estado bajo el control de la compañía petrolífera British Petroleum. La nacionalización y la política antiimperialista del primer ministro Mohammad Mosaddeq puso en serio peligro y riesgo todos los intereses de Estados Unidos. Ante eso, Reino Unido propició un bloqueo comercial, a la vez que preparaba un nuevo golpe de Estado contra el gobierno del primer ministro, que fue respaldado por el sah. La razón final para la intervención de Estados Unidos en el golpe de Estado fue el creciente temor al aumento de la influencia del partido comunista, que estaba ganando apoyos con la crisis, así como la Unión Soviética, que estaba negociando con Persia varios acuerdos comerciales para así, de esa manera, poder saltarse el bloqueo.
El sah estuvo implicado en el golpe de Estado de 1953, que la Agencia Central de Inteligencia ejecutó con el apoyo y la iniciativa del Servicio de Inteligencia Secreto, aunque solo después de dudarlo mucho tras temer de que todo se tratara solamente de una gran trampa de los británicos. Así, el 13 de agosto de 1953 el sah firmó un decreto por el que destituye a Mohammad Mosaddeq, y nombró al coronel Fazlollah Zahedí como primer ministro. Posteriormente, fue el primer suegro de su hija, Shahnaz Pahlaví. Sin embargo, Mohammad Mossadeq arrestó al coronel que lleva el documento, y que no fue otro que Nematollah Nasirí, quien, más tarde, llegaría a ser el principal jefe de la odiada y temida policía secreta SAVAK. El golpe de Estado afectó a la comunidad y la gente, causando esta situación animadversión por el sah, el Reino Unido y los Estados Unidos.
Las calles se llenaron de multitudes que protestaban por la decisión del sah y, en vista de este grave panorama, tomó un avión para huir de Persia junto con su esposa, Soraya Esfandiary. Primero fueron a Irak, específicamente a la ciudad de Bagdad y luego, escaparon a Italia, y específicamente a la ciudad de Roma. Durante ese proceso, Allen Dulles, que era el jefe de la Agencia Central de Inteligencia, se desplazó a Roma, con la firme intención de coordinar la acción conjunta con Mohammad Reza Pahlaví, para destituir a Mohammad Mossadeq. El 19 de agosto de 1953 lo lograron. En la década de 1960, los iraníes sufrieron un régimen marcial, y en la sociedad se agravaron las heridas abiertas, la brecha económica, la desigualdad social y la falta de libertades políticas. Todo ello junto a la temida Organización de Inteligencia y Seguridad Nacional, que asfixiaba, y al mismo tiempo, reprimía cualquier voz opositora.
Antes del golpe de Estado, en la ciudad de Teherán, multitud de comunistas controlaban las calles de la ciudad, y celebraban la partida del sah. Entonces el ejército salió de sus cuarteles y empezó a acordonar a los manifestantes. En la madrugada del 19 de agosto, se dio orden a los agentes iraníes de lanzar a la calle a todos los efectivos que fueran capaces de conseguir. Los agentes se dirigieron a los clubes deportivos, en donde reclutaron a un extraño revoltijo de atletas y gimnastas, con los que formaron un grupo de manifestantes extraordinario que hicieron desfilar por todo el bazar lanzando gritos a favor del sah. Por la tarde, Fazlollah Zahedí salió de su escondrijo, y el sah volvió del exilio, Mohammad Mosaddeq fue encarcelado. Los líderes del partido comunista, fueron asesinados y el sah declaró la Ley Marcial. Posteriormente, Estados Unidos nunca reconoció el papel que la agencia central de inteligencia había desempeñado en aquellos acontecimientos, hasta las recientes declaraciones de Barack Obama[cita requerida]. Sin embargo, el que más habló de ello fue el mismo Dulles que, en una entrevista, a la pregunta de si era verdad que «la CIA había gastado millones de dólares para reclutar a personas que se manifestasen en las calles y para otras acciones dirigidas a derrocar a Mossadegh» que había nacionalizado la producción de petróleo, antes British Petroleum, y así, tras el golpe de Estado del sah, volvía a manos de los anglosajones, Dulles contestó: «De acuerdo, sólo puedo decir que es del todo falsa la afirmación de que gastamos mucho dinero para conseguir este objetivo». Entre otras cosas, el sah armó a los kurdos con la colaboración de Israel para que desgastasen a Sadam Hussein. El sah pasó a ser visto como una marioneta americana.

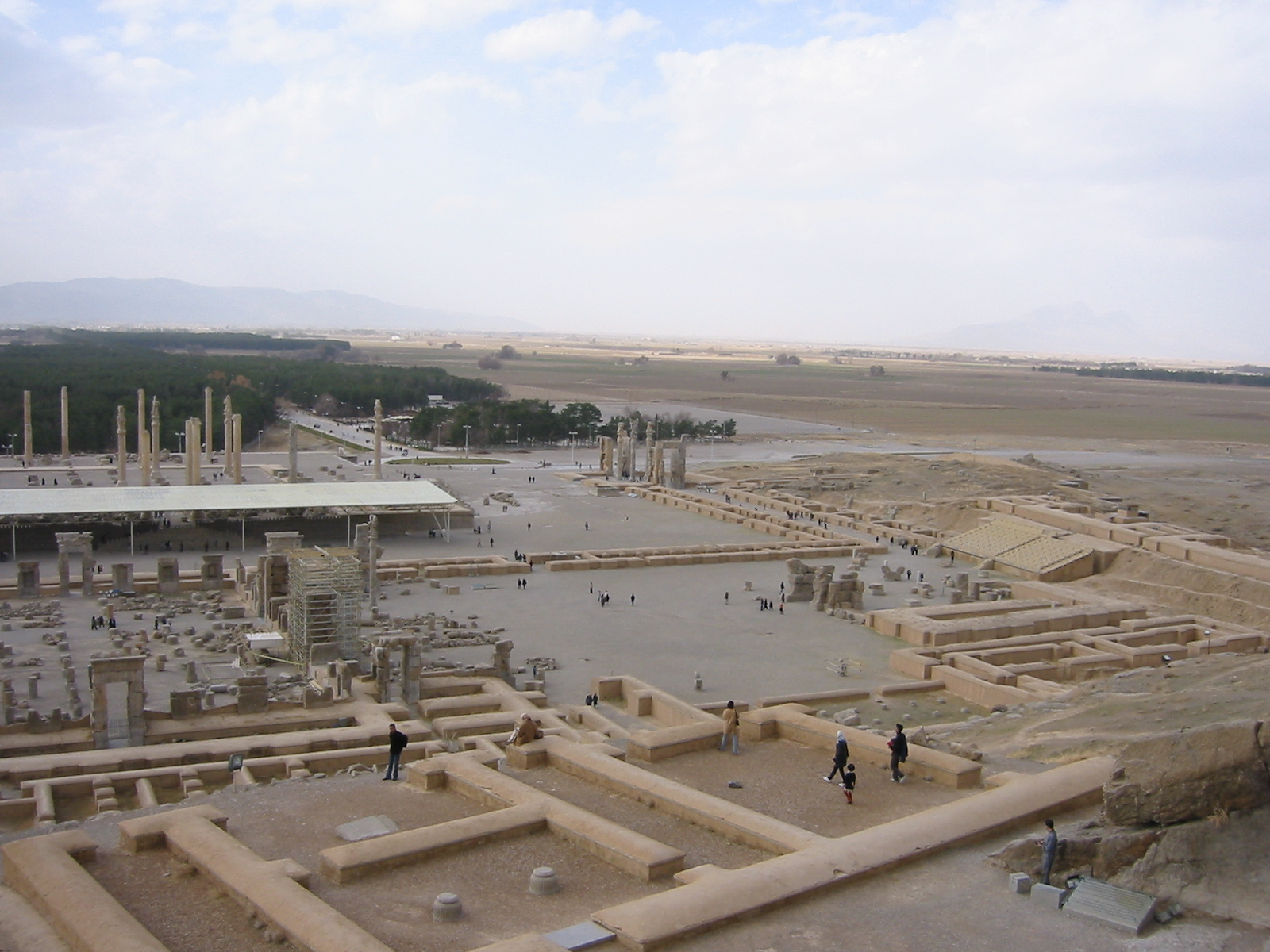
Persépolis, vista de Kuh-e Rahmat.

En 1971, tuvieron lugar en la ciudad de Persépolis ceremonias fastuosas durante tres días con motivo de la celebración de los 2500 años del Imperio persa. La familia real invitó a numerosos mandatarios y personalidades internacionales como el mariscal Josip Broz Tito y Haile Selassie. El fasto de las ceremonias, que movilizaron más de 200 servidores venidos de Francia para los banquetes, suscitó polémica en la prensa y contribuyó a empañar la imagen del sah. El monto de los gastos fue evaluado en más de 22 millones de dólares estadounidenses, y la financiación fue realizada en detrimento de otros proyectos urbanísticos o sociales. Además, las fiestas fueron acompañadas por la represión de los opositores al sah. Paralelamente crecía la oposición estudiantil, todos los años celebraban una conmemoración en memoria de tres estudiantes que resultaron muertos el 16 de Azar de 1332 (1953) por el régimen del Sha en la protesta por la llegada del vicepresidente de Estados Unidos, Richard Nixon.
En 1975, siguiendo las recomendaciones de un académico de Harvard llamado Samuel Huntington, el sah decidió liquidar el ficticio sistema parlamentario e instaurar un partido único llamado Rastajiz (Resurgimiento). Las rentas del petróleo, bastante lucrativas tras 1971 y la crisis del petróleo, fueron invertidas casi exclusivamente en tanques, aviones y armamento pesado (hay que señalar que este fue uno de los momentos en que el sah mostró independencia de Occidente, participando en el embargo). La oposición y disidencia fue duramente reprimida, complementada con uno de los servicios secretos más implacables y poderosos del mundo: el SAVAK, la policía secreta que llegó a tener unos 15 000 agentes.
En 1978, el creciente malestar político se convirtió en una revolución popular que condujo al derrocamiento de la monarquía. La masacre de Plaza Jaleh, en donde su ejército imperial, mató e hirió a decenas de manifestantes, y el incendio de Cinema Rex, que fue un ataque incendiario en la ciudad de Abadán que en gran parte, pero erróneamente se culpó a la policía secreta del régimen monárquico.

## Revolución y exilio
El descontento popular, alcanza su punto álgido en 1978: se temía una revolución[cita requerida] y el presidente de Estados Unidos, Jimmy Carter, pidió al sah que emprendiera reformas democratizadoras. Mohammad Reza puso entonces en pie varios gobiernos liberalizadores que cayeron uno tras otro. La revolución parecía inminente y, en efecto, el 16 de enero de 1979 el sah debió exiliarse, pilotando su avión. El presidente Valéry Giscard d'Estaing le negó la entrada a Francia.
El sah y su esposa se exiliaron en diversos países: Marruecos, Bahamas, Ecuador, México, los Estados Unidos, Panamá y finalmente Egipto, donde fueron acogidos por el presidente Anwar el-Sadat. El sah murió de cáncer el 27 de julio de 1980 en El Cairo, donde fue enterrado en una ceremonia, que según Jehan Sadat, nunca se había producido antes en cuanto a solemnidad y grandiosidad, con la Emperatriz Farah Pahlaví a la cabeza.

## Familia y descendencia
El sah se casó en tres ocasiones:
Su primera esposa fue la Princesa Fawzia de Egipto (5 de noviembre de 1921 - 2 de julio de 2013), hija del Rey Fuad I de Egipto y de su segunda esposa, Nazli Sabri, y hermana del Rey Faruq de Egipto. Se casaron en 1939 y se divorciaron en 1948. Tuvieron una hija:
- S.A.I. la Princesa Shahnaz Pahlaví (n. 27 de octubre de 1940).

Su segunda esposa fue Soraya Esfandiary (22 de junio de 1932 - 26 de octubre de 2001), hija de Khalil Khan Esfandiary-Bakhtiari, embajador de Irán ante la República Federal de Alemania, y de su esposa alemana, Eva Karl. Se casaron en 1951 y se divorciaron en 1958 ante la supuesta infertilidad de la reina. Tras su divorcio se le otorgó el tratamiento y título nobiliario de S.A.I. la Princesa Soraya del Irán.
La tercera mujer del Sah fue Farah Diba (Farah Pahlaví, 14 de octubre de 1938), hija de Sohrab Diba, capitán del Ejército Imperial Iraní y de su esposa Farideh Ghotbi. Se casaron en 1959, y la reina Farah se convirtió en Shahbanou, o Emperatriz, título creado específicamente para ella en 1967. Las consortes reales previas fueron conocidas como "Malakeh" (en árabe: Malika), o Reina. Farah Diba dio al Sah cuatro hijos:
- S.A.I. el Príncipe Heredero Reza Ciro Pahlaví (n. 31 de octubre de 1960).
- S.A.I. la Princesa Yasmin Farahnaz Pahlaví (n. 12 de marzo de 1963).
- S.A.I. el Príncipe Alí Reza Pahlaví (28 de abril de 1966 - 4 de enero de 2011).[14][26]
- S.A.I. la Princesa Leila Pahlaví (27 de marzo de 1970 - 10 de junio de 2001).[14]

## Títulos y tratamientos
| ● 15 de diciembre de 1925-16 de septiembre de 1941: | Su alteza real el príncipe hereditario |
| ● 16 de septiembre de 1941-26 de octubre de 1967:   | Su majestad el rey                     |
| ● 26 de octubre de 1967-11 de febrero de 1979:      | Su majestad el emperador               |

## Sucesión
| Predecesor: Reza Shah | Sah de Irán 1941-1979 | Sucesor: Ruhollah Jomeini (como Líder Supremo) |